# 入破音

調音方法

気流の妨害度

阻害音
破裂音
破擦音
摩擦音
共鳴音
ふるえ音
はじき音
接近音

気流の通路
中線音
側面音
口蓋帆の状態
口音
口鼻音
鼻音
気流機構
肺臓気流
吸気音
呼気音

非肺臓気流
放出音
入破音
吸着音

▶ 調音部位

入破音（にゅうはおん、英: implosive）は子音のタイプのひとつで、発声可能な状態の喉頭の押し下げによる気流始動と声帯の振動、および閉鎖の開放と空気の流入によって特徴づけられる、有声声門気流吸気閉鎖音である（キャットフォード 2006:62f）。放出音、吸着音と並んで、肺からの呼気を用いない非肺気流機構の子音である。

## 調音過程
喉頭より上部の調音点で閉鎖を作り、声門は声帯が振動可能な状態にする。喉頭を急激に押し下げると口腔内の気圧が低下し、声門の下の空気が上向きに流れ出て声帯を振動させる。同時に外との気圧差がある状態で調音点の閉鎖が開放され、外から弱い内向きの気流が作り出される。

## 特徴
入破音の場合は、口腔内に完全な閉鎖を形成しておく必要があるので、摩擦音的な調音は行いにくい。
なお、入破音（implosive）は内破音（ないはおん、implosive）と英語の呼称は同じであるが、内破音は肺臓気流音の一種の無開放閉鎖音（unreleased stop）を指し、この両者はまったく異なる音であり、無関係である。

## 言語
入破音はシンド語、アフリカのナイル・サハラ語族やニジェール・コンゴ語族の諸言語、アメリカの諸言語など、多くの言語で音素として破裂音と対立をなす。一方、ベトナム語、チワン語、海南語、広西チワン族自治区の広東語などでは、無気両唇破裂音[p]や無気歯茎破裂音[t]に代わって、それぞれ両唇入破音[ɓ]と歯茎入破音[ɗ]が使われる場合があるが、異音であって、意味の区別には用いられない。
無声の入破音を発音するのは難しくないが、空気力学的な理由から通常有声音である。西アフリカのセレール語のように無声入破音を持つ言語も見られる。このため、1989年に無声の入破音のための国際音声記号(ƈ ƙ ƥ ʠ ƭ)が定義されたが、1993年に廃止された。

## 国際音声記号
国際音声記号では以下の音が区別される。
- [ɓ] - 両唇入破音
- [ɗ] - 歯茎入破音（歯入破音）
- [ʄ] - 硬口蓋入破音
- [ɠ] - 軟口蓋入破音
- [ʛ] - 口蓋垂入破音

現行（2005年版）の国際音声記号には存在しないが、以下の記号が使われることがある。
- [ᶑ] - そり舌入破音